# 尊卑分脈
《尊卑分脈》（日语：／ Sonpibunmyaku）是日本初期的譜系圖、家譜集。正式名稱是《新編纂圖本朝尊卑分脈系譜雜類要集》（日语：〔〕／ Shinpen sanzu honchō sonpibunmyaku keifuzatsurui yōshū），被稱為諸家大系圖或簡稱大系圖。
姓氏調査的基本圖書之一，在日本南北朝時代至室町時代初期完成。編者是洞院公定，主要在永和3年（1377年）至應永2年（1395年）編纂。在公定死後，由其養子滿季、孫兒實煕等洞院家人進行編集、更改、修訂、補充。室町時代以後，因為被廣泛增補改訂而出現了很多版本，分別有30卷、20卷、14卷的版本等流傳。
成立當初與帝皇系圖、神祇道系圖、宿曜道系圖放在一起，後來因不明原因流失，現存的部分是由源平藤橘（源氏、平氏、藤原氏、橘氏）中長期在宮廷社會中樞生活的藤原氏和源氏寫成。以直線代表父系關係，女性則除了后妃等身處高位的人之外全部省略成「女子」。在系圖中留下名字的男性官人除了實名以外還記錄了生母、官歷、逝世日期（年月日）和享年、以及略歷等，因此被視為相當珍貴的資料。是記載了平安時代和鎌倉時代的原始史料。
但是沒有記載部份在當時的記錄和公卿的日記中人物的名字，還記載了一些實在真實性成疑的人物，而且有一些年代不吻合的部分（例如書中記載平忠盛的女兒嫁給源義忠，但事實上是忠盛的父親平正盛的女兒），因為有這些欠缺可信性的部分，所以有必要在公定死後寫成的部分和被加筆的部分與其他史料整合和比較。

## 外部連結
- 近代デジタルライブラリー - 新編纂図本朝尊卑分脈系譜雑類要集